# Resolutie 323 Veiligheidsraad Verenigde Naties
Resolutie 323 van de Veiligheidsraad van de Verenigde Naties werd op 6 december 1972 goedgekeurd door dertien leden van de VN-Veiligheidsraad. De Sovjet-Unie
onthield zich en China nam niet deel aan de stemming. De Veiligheidsraad vroeg Zuid-Afrika mee te werken aan de inspanning van secretaris-generaal Kurt Waldheim om op vreedzame wijze een einde te maken aan de bezetting van Zuidwest-Afrika.

## Achtergrond
Zuid-Afrika had na de Eerste Wereldoorlog een mandaat gekregen om Zuidwest-Afrika, het huidige Namibië, te besturen. Daar kwam tegen de jaren zestig verzet tegen. Zeker nadat Zuid-Afrika een politiek van apartheid begon te voeren, kwam er ook internationaal verzet, en in 1968 beëindigde de Verenigde Naties het mandaat. Zuid-Afrika weigerde Namibië te verlaten en hun verdere aanwezigheid werd door de VN illegaal verklaard.

## Inhoud
De Veiligheidsraad:
- Herinnert aan zijn resoluties 309, 319 en andere.
- Herbevestigt de speciale verantwoordelijkheid van de VN voor het volk en grondgebied van Namibië.
- Herinnert aan het advies van het Internationaal Gerechtshof.
- Herbevestigt het recht van het Namibische volk op zelfbeschikking en onafhankelijkheid.
- Heeft het rapport van secretaris-generaal Kurt Waldheim in beraad genomen.

1. Is tevreden dat het Namibische volk zijn wensen kon uiten tegenover VN-vertegenwoordigers.
2. Merkt op dat de overgrote meerderheid de afschaffing van de thuislanden, de terugtrekking van Zuid-Afrika, nationale onafhankelijkheid en behoud van de territoriale integriteit wenst, wat overeenstemt met het standpunt van de Verenigde Naties.
3. Betreurt dat er geen duidelijk beleid is van Zuid-Afrika inzake zelfbeschikking en onafhankelijkheid voor Namibië.
4. Herbevestigt het Namibische recht op zelfbeschikking, nationale onafhankelijkheid en territoriale integriteit.
5. Vraagt de secretaris-generaal zijn inspanningen op basis van paragraaf °4 voort te zetten.
6. Roept Zuid-Afrika nogmaals op samen te werken met de secretaris-generaal om de macht in Namibië vreedzaam over te dragen.
7. Vraagt andere betrokken partijen te blijven samenwerken met de secretaris-generaal.
8. Beslist na de ledenwissel op 1 januari nieuwe vertegenwoordigers aan te wijzen voor de groep die is opgericht in resolutie 309.
9. Vraagt de secretaris-generaal tegen 30 april over de uitvoer van deze resolutie te rapporteren.

## Verwante resoluties
- Resolutie 311 Veiligheidsraad Verenigde Naties
- Resolutie 319 Veiligheidsraad Verenigde Naties
- Resolutie 342 Veiligheidsraad Verenigde Naties
- Resolutie 366 Veiligheidsraad Verenigde Naties

Lijst ·  308 ·  309 ·  310 ·  311 ·  312 ·  313 ·  314 ·  315 ·  316 ·  317 ·  318 ·  319 ·  320 ·  321 ·  322 ·  323 ·  324